# Sunfeast Open 2006
Sunfeast Open 2006 жіночий тенісний турнір, що проходив у Колкаті (Індія). Належав до турнірів 3-ї категорії в рамках Туру WTA 2006. Відбувсь удруге і тривав з 18 до 24 вересня 2006 року. Загальний призовий фонд становив 175 тис. доларів США.

## Фінальна частина

### Одиночний розряд
Мартіна Хінгіс —  Ольга Пучкова 6–0, 6–4
- Для Хінгіс це був 2-й титул за сезон і 42-й - за кар'єру

### Парний розряд
Лізель Губер /  Саня Мірза —   Юлія Бейгельзимер /  Юліана Федак, 6–4, 6–0
- Для Губер це був 3-й титул за сезон і 15-й — за кар'єру
- Для Мірзи це був 1-й титул за рік і 2-й - за кар'єру

## Учасниці

### Сіяні учасниці
| Країна    | Гравчиня            | Рейтинг1 | Сіяна |
| --------- | ------------------- | -------- | ----- |
| Швейцарія | Мартіна Хінгіс      | 9        | 1     |
| Хорватія  | Кароліна Шпрем      | 50       | 2     |
| Україна   | Юліана Федак        | 64       | 3     |
| Франція   | Араван Резаї        | 66       | 4     |
| Індія     | Саня Мірза          | 70       | 5     |
| Естонія   | Кая Канепі          | 72       | 6     |
| Австралія | Ніколь Пратт        | 80       | 7     |
| Росія     | Анастасія Родіонова | 82       | 8     |

- Рейтинг станом на 11 вересня 2006.

### Інші учасниці
Нижче наведено учасниць, які отримали вайлдкард на участь в основній сітці:
- Анкіта Бгамбрі
- Суніта Рао
- Шіха Уберой

Нижче наведено гравчинь, які пробились в основну сітку через стадію кваліфікації:
- Санаа Бгамбрі
- Рушмі Чакравартхі
- Чжуан Цзяжун
- Ірода Туляганова